# Richard Aquilina
Richard Aquilina (5 febbraio 1953 – 8 gennaio 2006) è stato un calciatore maltese, di ruolo attaccante.

## Carriera

### Club
In carriera ha giocato 4 partite in Coppa dei Campioni, 6 partite in Coppa delle Coppe e 7 partite in Coppa UEFA; è stato capocannoniere della Premier League Malti 1975-1976, vinta dalla sua squadra (lo Sliema Wanderers).

### Nazionale
Ha collezionato otto presenze con la nazionale maltese.

## Palmarès

### Club

#### Competizioni nazionali
- Campionato maltese: 1

Sliema Wanderers: 1975-1976
- Coppa di Malta: 2

Sliema Wanderers: 1973-1974, 1978-1979